# اوا رونستورم
اوا رونستورم (سوئدی: Eva Rönström؛ زادهٔ ۲۹ دسامبر ۱۹۳۲) ژیمناست هنری زن اهل سوئد بود.
وی در مسابقات کشوری و بین‌المللی در مجموع برندهٔ ۱ مدال نقره شده‌است.